# Сант-Анджело-Лодиджано
Сант-Анджело-Лодиджано (итал. Sant'Angelo Lodigiano, ломб. Sant'Angiul) — коммуна в Италии, располагается в регионе Ломбардия, в провинции Лоди.
Население составляет 12 074 человека (2008 г.), плотность населения — 604 чел./км². Занимает площадь 20 км². Почтовый индекс — 26866. Телефонный код — 0371.
Покровителями коммуны почитаются святые Антоний Великий, празднование 17 января, и Франциска Ксаверия Кабрини.

## Демография
Динамика населения:

## Администрация коммуны
- Официальный сайт: http://www.comune.santangelolodigiano.lo.it/